# Hermandad de Nuestra Señora del Amparo

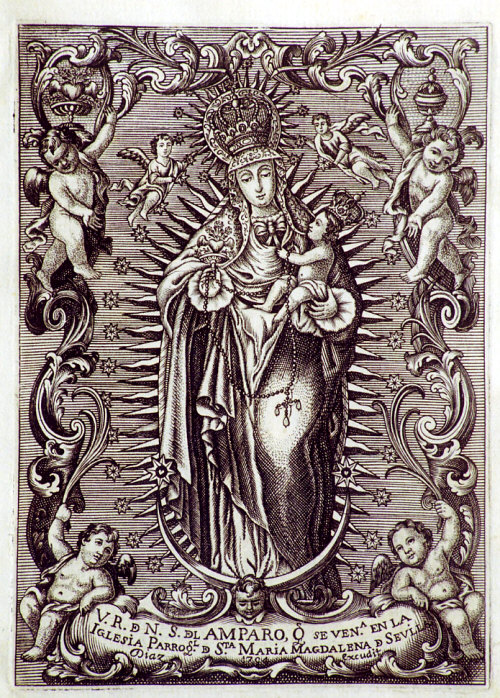
Grabado de Nuestra Señora del Amparo realizado a mediados del por el grabador sevillano Gabriel José de Jesús Díaz

La Hermandad de Nuestra Señora del Amparo es una hermandad mariana que tiene su sede en la Iglesia de Santa María Magdalena de Sevilla (España).  Fue fundada en 1735 y rinde culto a una imagen de la Virgen del siglo XVI que está atribuida a Roque Balduque. Esta imagen se considera protectora del barrio de la Magdalena (Sevilla) desde que tuvo lugar el terremoto de Lisboa de 1755, el cual no causó ninguna víctima en las calles de la feligresía. Todos los años realiza una procesión por las inmediaciones de su sede en el segundo domingo de noviembre.

## Historia
Sus primeras reglas se aprobaron en 1736. El 1 de noviembre de 1755, mientras se celebraba la novena anual en honor de Nuestra Señora del Amparo, tuvo lugar el célebre Terremoto de Lisboa que causó gran mortalidad y cuyos efectos se dejaron sentir en todo el suroeste de España.  Al no producirse ninguna víctima en la feligresía, se atribuyó tal hecho a la intercesión de la Virgen.
El 13 de noviembre de 1755 se realizó la primera procesión con la imagen de Nuestra Señora del Amparo por las calles circundantes a la parroquia,  como acción de gracias por los beneficios obtenidos.
En 1801 la hermandad hubo de reorganizarse,  pues había llegado casi a su extinción, probablemente debido a la epidemia que asoló la ciudad y causó gran número de fallecimientos.
En 1810 la antigua iglesia parroquial de Santa María Magdalena fue derribada durante la ocupación francesa. La hermandad debió trasladarse a la iglesia del vecino Convento de San Pablo que acabó por convertirse en la nueva parroquia cuando los frailes dominicos abandonaron definitivamente el convento, como consecuencia de las leyes de desamortización de las propiedades de las órdenes religiosas.

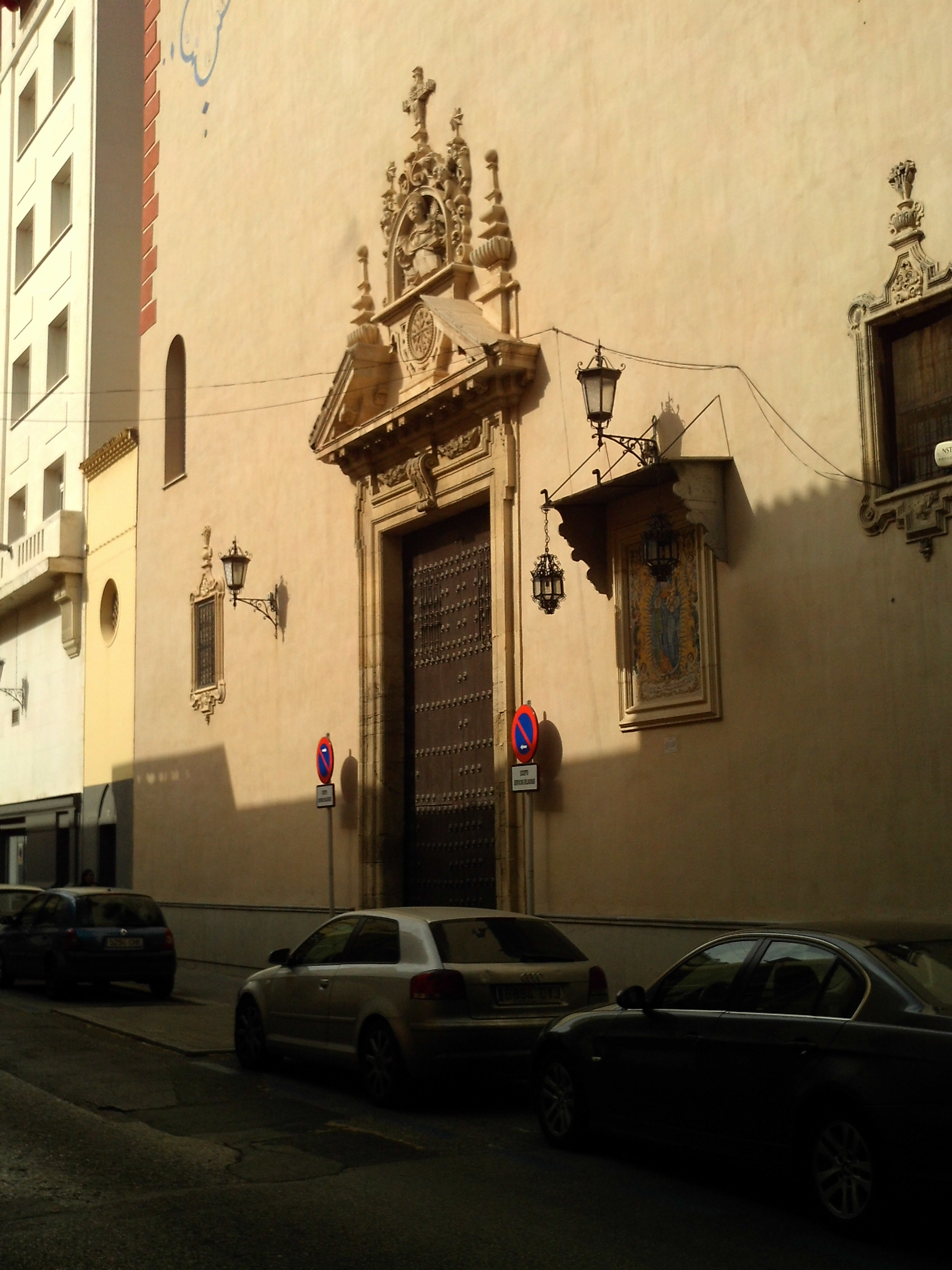
Retablo Cerámico de la Virgen del Amparo en la fachada colocada desde 2009.

El 8 de noviembre de 2009 por fin se colocó el azulejo de la Nuestra Señora del Amparo en la fachada de la Iglesia de Santa María Magdalena en la calle Cristo del Calvario de Sevilla. Este azulejo fue hecho por el taller Montalván de sevilla datado de la década de 1940. Y ese mismo día en donde hizo la primera procesión de la Nuestra Señora del Amparo saliendo del templo en la calle cristo del calvario tras la colocación del azulejo con los dos falores.

## Pregón
En 11 de mayo de 1996 salió a las calles para el pregón de las Glorias para llegar a la Catedral de Sevilla en procesión desde su sede hasta el Patio de los Naranjos de la Catedral.

## Imagen titular

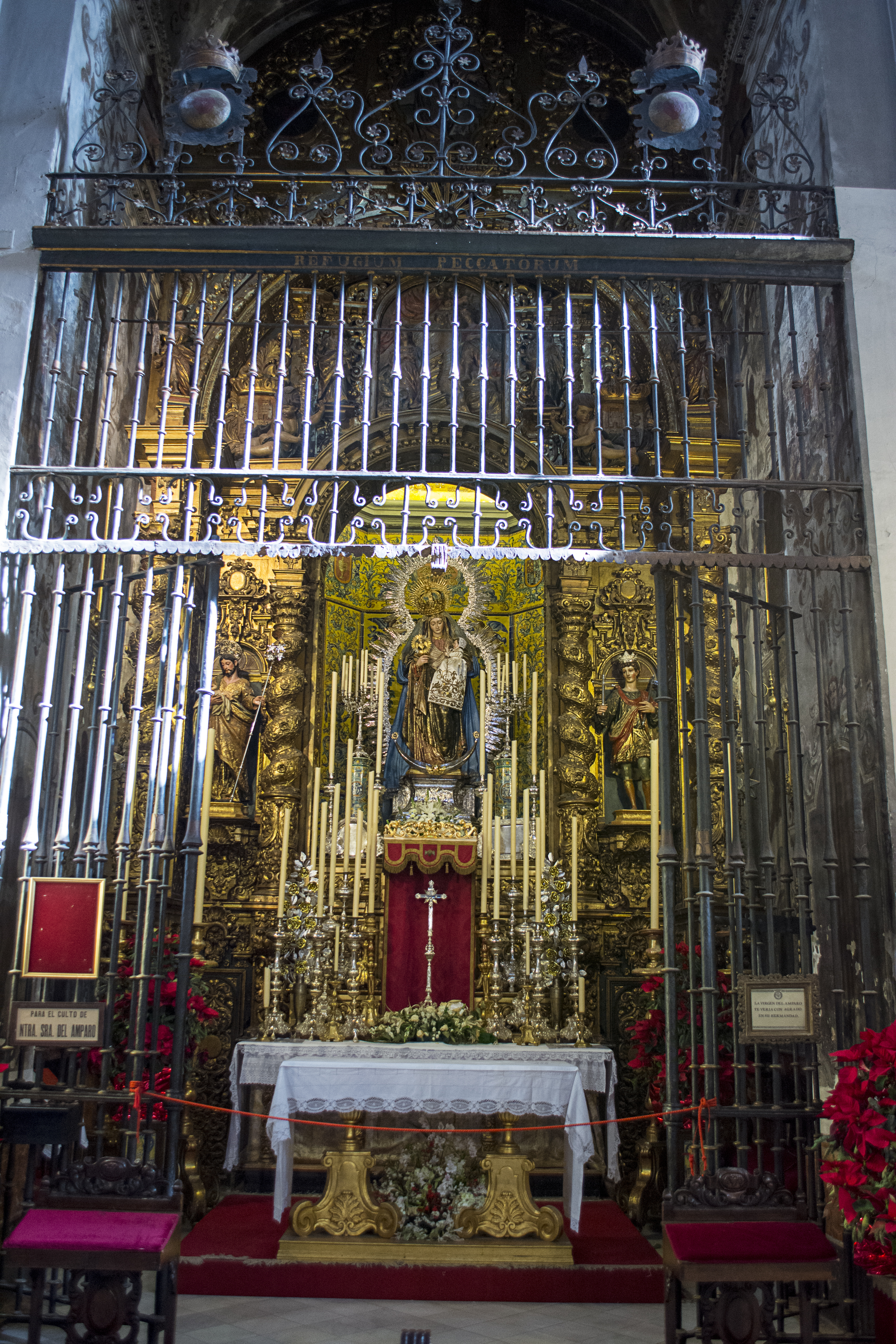
Capilla de la Virgen del Amparo en la iglesia de Santa María Magdalena de Sevilla.

La imagen de la Virgen del Amparo se considera una de las mejores obras del escultor flamenco Roque Balduque y se cree que fue realizada a mediados del siglo XVI.
La Virgen se representa de pie, vestida con túnica, toca y manto. La túnica cae hasta el suelo y se divide en varios pliegues. El manto tiene cincelados grandes medallones de tono dorado. En su mano derecha sostiene un corazón alado, mientras que con el brazo izquierdo sujeta al Niño Jesús.
Madre e hijo sustentan entre sus manos un bello rosario de filigrana realizado en oro, con cuentas de ébano. Está rodeada por una ráfaga de plata que constituye una valiosa pieza de orfebrería del siglo XVIII.

## Paso por la carrera oficial
| Predecesor: Reina de Todos los Santos | Orden de entrada en la carrera oficial (Noviembre) 5º lugar | Sucesor: Virgen de la Medalla Milagrosa |